# Snøre (slik)
Snøre er slik, der har form som lange runde snører eller snørebånd. De fås i forskellige smagsnuancer og farver heriblandt cola (mørkebrun), jordbær (rød), karamel (lysebrun) og lakrids (sort). Snørerne har en diameter på ca. 2,5 mm, og de er 70 cm lange. 
Slikket markedsføres under Malaco-mærket og fremstilles af virksomheden Cloetta.
Snøre benyttes ind imellem til konkurrencer og/eller sjov ved sociale begivenheder.

## Ekstern henvisning
- Cloetta.dk - Snøre og Stjerner

| Mad og drikke | Spire Denne artikel om mad og drikke er en spire som bør udbygges. Du er velkommen til at hjælpe Wikipedia ved at udvide den. |